# ケイシー・ニコル
ケイシー・ニコル (英: Kaycee Nicole)、またの名をケイシー・ニコル・スウェンソン (英: Kaycee Nicole Swenson) は、アメリカ人女性のデビー・スウェンソン (英: Debbie Swenson、出生名: デボラ・マリー・ディックマン <英: Deborah Marie Dickman>、1960年生) によってインターネット上で演じられた架空の人物。1999年から嘘が露見する2001年まで、スウェンソンは数多くのウェブサイトでケイシーと名乗り、自身を末期の白血病患者である十代の少女と偽った。ケイシーは2001年5月14日に死亡したとされ、その死が5月16日に公表された。それからまもなく、ケイシーを支援していたインターネット上のコミュニティのメンバーたちが、ケイシーの死が虚偽であることを暴き、そもそも実在すらしていない人物であると突き止めた。デビー・スウェンソンは2001年5月20日に自身のブログでケイシーの存在が虚偽であることを認めた。

## ケイシーの誕生
1998年、デビー・スウェンソンの実の娘であるケリー・バーク (出生名: ケリー・ジョー・スウェンソン <英: Kelli Jo Swenson>、1985年生) は当時、アメリカ合衆国オクラホマ州グレースモント に住むミドルスクールの生徒であり、自身の友人たちとインターネット上で「ケイシー・ニコル」という人格を創作した。ケリーたちはこの非実在の少女のためのウェブページを作成し、ケイシーの姿として町のハイスクールのバスケットボール選手の写真を使った。しかし、ケイシーにそれ以上の設定を与えることはなく、その名義で積極的に活動することもなかったとされている。あるとき、デビー・スウェンソンはインターネット上でケリーたちの活動を見つけるが、それをやめさせるどころか、自らケイシーの役を演じ始めた。1999年8月、スウェンソン一家はオクラホマ州からカンザス州へ引っ越した。

## ケイシーとしての活動
1999年、デビー・スウェンソン演ずるケイシー・ニコルがCollegeClub.comというウェブサイトに現れた。ケイシーは自身を、カンザス州に住む十代のバスケットボールのスター選手であると称し、そのウェブサイトで発言したり写真を共有したりした。ケイシーはウェブサイトのユーザや運営者たちとすぐに打ち解けた。ウェブサイトの運営を手伝おうと志願し、時には運営者たちに贈り物を送ることもあった。2000年、ケイシーはニューヨーク・タイムズから電話でインタビューを受けた。そのときは「ケイシー・スウェンソン」と名乗り、ハイスクールの最上級生であり、大学の科目を履修しており、来年に大学生になる予定であると称した。

## ブログ活動、病、死
2000年、ケイシーはインターネット上の友人の1人であるランドル・ヴァン・デア・ウォニン (英: Randall van der Woning) に、自身が白血病を患っており、今は寛解の状態であると明かした。それからまもなく、ケイシーはヴァン・デア・ウォニンに病気が再発したと述べた。同情したヴァン・デア・ウォニンは闘病の様を記録すべく、ブログを設立することを提案した。ケイシーはその申し出を快諾し、2000年8月、2人は"Living Colours"というブログを立ち上げた。ヴァン・デア・ウォニンがブログの運営を担当した。
ケイシーのブログには闘病の様子が記された。ときには生々しい描写となった。複数回の入院生活について記すこともあった。ほぼ毎日、記事が投稿された。書き手はケイシー本人であるとされたが、本人があまりに衰弱しているときや病状が悪いときは、デビーが「母親」として代筆した。ケイシーは苦難に晒されながらもその書きぶりは常に明るいものだった。最初の投稿は"I'm beginning a new exciting journey ... into my survival. I want to win! I'll fight to the
finish!" (直訳すると「私はわくわくさせる新たな旅を始めます……生き残ることへの。私は勝ちたいです！　最後まで戦います！」) という内容だった。ブログの読者たちはこの少女に夢中になった。ブログの名は世界中に広まり、ブログが稼働していた2年間のうちに数百万人がアクセスした。数多くの読者たちが自身のソーシャル・ネットワークでブログを紹介した。ケイシーにカードや贈り物を送った人や、手紙で応援のメッセージを伝えた人もいた。ブログの運営者のように、「ケイシー」と電話で何度も会話した人もいた。
2001年4月、ケイシーの肝機能が衰えていることが明かされた。会ったこともない「友人」を失うことを恐れ、ヴァン・デア・ウォニンはケイシーに会いたいと申し出た。ケイシーは歓迎したが、海を見に行くための旅行から帰った後からにしてほしいと述べた。
しかし、ヴァン・デア・ウォニンはケイシーと会うことはできなかった。2001年5月15日、ヴァン・デア・ウォニンはケイシーの母親から電話を受けた。デビーは咽び泣きながら、ケイシーはその日の前日に突如、動脈瘤により死亡したと伝えた。すぐにケイシーの死がブログで報告された。
Thank you for the love, the joy, the laughter and the tears. We shall love you always and forever. Kaycee Nicole passed away May 14, 2001, at the age of 19. (直訳すると、「愛を、喜びを、笑いを、涙をありがとうございます。私たちはあなたたちをいつも、そしていつまでも愛し続けるでしょう。ケイシー・ニコルは2001年5月14日にこの世を去りました。19歳でした」)
ブログの読者たちはケイシーの死を嘆き悲しみ、その多くが自身のブログで言及した。ケイシーが亡くなったという知らせはインターネット中を広がっていった。

## 虚偽の露見
ケイシーの「死」の後、お悔やみのための贈り物やカード、花を送ろうとした人々は、以前は贈り物を受理していたカンザス州ニュートンにある私書箱が既に不通になっていることを知られた。ヴァン・デア・ウォニンもデビー・スウェンソンから、ケイシーの死を伝えられたときには既に法事は済んでおり、火葬を終えた後だったと説明された。
5月17日、ブロガーのサンドラ・ミッチェル (英: Saundra Mitchell) は、インターネット上で闘病中であると偽る人を嘲笑する記事を投稿した。当初はそれがケイシー・ニコルのことであると明言しなかったが、翌日にはケイシーは実在しなかったという旨の発言をした。ミッチェルはあまりにも埋葬されるのが早かったことを指摘した。検死を受けるかどうかは死の状況や医師の立会いの有無によるため、検死が無かったと仮定しても、2日間で弔問客を集め、法事を終え、火葬するのは不可能であると強調した。ケイシーの病気の経過に数多くの矛盾が存在することも指摘した。ミッチェルはケイシーのIPアドレスから、ケイシーがカンザス州ピーボディ在住であると割り出し、現地に赴いてケイシーのことを知る人がいないか調べた結果、最近ケイシーのような人物が死亡したと知っている人は誰もいなかった。
5月18日、コミュニティ・ブログのMetaFilterのあるユーザが、"Is it possible that Kaycee did not exist?" (直訳すると「ケイシーは実在しない可能性がある?」) という題名のスレッドを設立した。大部分をサンドラ・ミッチェルの主張を根拠として、ケイシー・ニコルの存在が虚偽であるかもしれないと仮定する内容だった。スレッドの設立者はケイシーが実在しない人物であってほしくないと述べていたが、議論は白熱し、数多くの意見が寄せられた。誰もケイシーと対面したことがないことや、ケイシー・ニコルという名の19歳の少女の死亡記事がどの新聞にも出ていないことが指摘された。
MetaFilterのスレッドが進展するにつれて、ユーザたちはケイシーのCollegeClubのアカウントが、デビー・スウェンソンの10代の娘のCollegeClubのアカウントと関係していることや、死亡したはずの数日後にケイシーのアカウントに何者かがログインした記録が残っていることを発見した。あるユーザはケイシーがブログで共有した写真を調べ、そこにハイスクールのマスコットが写っていることを見出し、そのハイスクールを特定した。ケイシーが着ていたとされるジャージの番号から実在のバスケットボール選手に突き当たった。その選手について調べてみると、ケイシー・ニコルとの繋がりは、選手の家族がかつてスウェンソン一家と知り合っていたという点だけだった。その選手は病気でもなければ、ケイシー・ニコルという名前でもなく、写真が他者により使用されていることにも気が付いていなかった。

### 告白
5月19日、デビー・スウェンソンは最大の支援者であるランドル・ヴァン・デア・ウォニンに電話をかけた。スウェンソンはケイシーが実子ではなく養子であると述べ、この素性の秘密を隠しておくように求めた。ヴァン・デア・ウォニンはスウェンソンの求めに応じ、この話を秘密にしておいた。しかし、この対応によりかえってMetaFilterでの調査が続くこととなり、ケイシーの話がつぎはぎの虚偽である証拠が次々と発見された。結局、スウェンソンはヴァン・デア・ウォニンに電子メールで真実を伝え、その後、5月20日にブログでケイシー・ニコルが実在しない人物であることを告白した。スウェンソンは反応がここまで大きくなるとは思っておらず、嘘をつき続けたのは悪いことだとは思っていたと語った。スウェンソンによれば、ケイシーの人物像は癌を患った3人の知人を混ぜ合わせて作られたものであり、いずれも娘とは別人であるとされている。

## 反響
インターネット上ではこの虚偽に対する怒りがたちまち沸き上がった。ヴァン・デア・ウォニンと他の支援者の多くがケイシーおよびデビー・スウェンソンとの関係性を否認した。ケイシーの件はピーボディの地元警察に通知され、すぐに詐欺の可能性があるとして連邦捜査局 (FBI) の管轄になったものの、デビーが「ケイシー」として受け取った贈り物の価値が、FBIが経済犯罪と認定する基準を満たす証拠が発見できなかったという声明が出され、捜査は終了した。
スウェンソンはケイシーの件について謝意を示しているが、ケイシーの存在には良い影響があったと考えており、ケイシーを演じたことで多くの人々の助けになったという旨の発言を残している。
WIREDのジェン・シュリーヴ（英: Jenn Shreve）は本件について、「単なるいたずらではなく、オンライン版ミュンヒハウゼン症候群である」という、あるカウンセラーの意見を取り上げている。